# 恩厄爾斯貝里鐵工廠
59°58′00″N 16°00′30″E / 59.96667°N 16.00833°E
恩厄爾斯貝里鐵工廠（瑞典語：Engelsbergs bruk）是瑞典法格什塔市镇恩厄爾斯貝里的一個鐵工廠。鐵工廠由佩爾·拉爾松·伊倫赫厄克（1645年 - 1706年）建造，於18世紀逐漸發展成世界上一大現代鐵工廠。它在1993年名列聯合國教科文組織世界文化遺產。

## 外部連結
- 官方网站  （瑞典文）
- 恩格尔斯堡铁矿工场 （页面存档备份，存于） ──聯合國教科文組織